# كوجي أريموتو
كوجي أريموتو (باليابانية: 有本 幸司) (مواليد 21 يونيو 1973)، هو لاعب كرة قدم سابق كان يلعب كحارس مرمى.